# Кученцето Пат
„Кученцето Пат“ (на английски: Pat the Dog) е международен компютърно анимиран сериал, създаден от Патрик Ермосила за Canal+ и Rai. Дебютира по La Trois в Белгия на 3 април 2017 г.
В сериала се разказва за едноименния герой, който се опитва да спаси деня, докато стопанката й – Лола, е в беда.

## Продукция
Сериалът е продуциран през 2015 г. от Superprod, Toon Factory, Télétoon+, и Canal+ Family във Франция, Animoka Studios и Rai Fiction в Италия, OUFtivi и Ketnet в Белгия, и GRID.

## Излъчване
Сериалът дебютира по La Trois в Белгия на 3 април 2017 г. и 3 ноември 2019 г. Сериалът се излъчва по „Дисни Ченъл“ в Съединените щати и по „Бумеранг“ в Австралия на 3 юни, и по „Бумеранг“ във Великобритания и Ирландия на 3 юли и 3 февруари.

## В България
В България сериалът се излъчва по „Бумеранг“ с нахсинхронен дублаж.
| Роля   | Изпълнител           |
| ------ | -------------------- |
| Лола   | Цветелина Николова   |
| Виктор | Цветослава Симеонова |
| Марсел | Георги Стоянов       |

| Обработка           | студио „Про Филмс“ |
| ------------------- | ------------------ |
| Режисьор на дублажа | Ива Стоянова       |
| Преводач            | Силвия Вълкова     |